# Санага (Бурятия)
Санага (бур. Шанага - ковш)  — улус в Закаменском районе Бурятии, административный центр  сельского поселения «Санагинское».

## География
Улус расположен на левом берегу реки Сэхир (Цакир) в 78 км к северо-западу от города Закаменска. 

## Название
Название села образовалось от бурятского слова "шанага" — "ковш".

## Население
| 2002  | 2010  | 2012  | 2013  | 2014  | 2015  | 2016  |
| ----- | ----- | ----- | ----- | ----- | ----- | ----- |
| 1841  | ↘1832 | ↘1783 | ↘1739 | ↘1725 | ↘1699 | ↘1628 |
| 2017  | 2018  | 2019  | 2020  | 2021  | 2023  | 2024  |
| ↘1620 | ↘1594 | ↘1583 | ↘1531 | ↘1496 | ↘1462 | ↘1403 |

## Религия

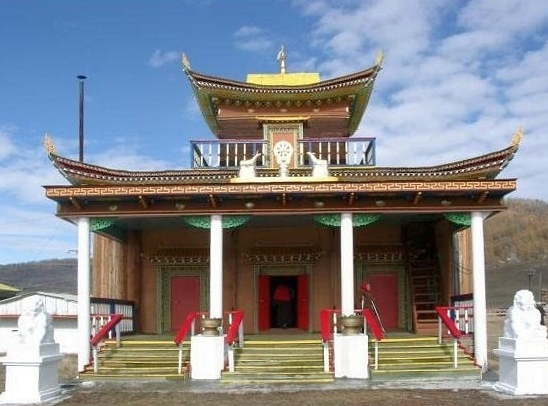
Санагинский дацан

В улусе расположен Санагинский дацан (другое название — Булакский), основанный в 1820 году. С 1834 года — стационарный, с постройкой деревянного Цогчен-дугана. В 1935 году закрыт и разрушен. Возрождён Буддийской традиционной снгхой России в лице ламы Зундуева Ринчина Дулмаевича в 1990 году. Освящён 18 августа 1991 года. Первым ширээтэ (настоятелем) стал Зундуев Р. Д. С 1993 года — ширээтэ-лама Цыденов Баир Бимбаевич.

## Инфраструктура
- сельская администрация
- врачебная амбулатория
- средняя школа
- детский сад
- дом культуры
- детская музыкальная школа
- почтовое отделение
- метеостанция
- пожарная часть
- Санагинский участок РЭС
- ветучасток

## Экономика
Жители улуса заняты в сельском хозяйстве на личном подворье, главным образом, в животноводстве. В окрестностях Санаги есть несколько ферм.

## Культура
По всему Закаменскому району известны  Санагинский бурятский народный хор, народный ансамбль песни и танца "Санага", детский образцовый ансамбль "Сагаан Дали". 

## Люди, связанные с селом
- Бабалаев Л. Б. — заслуженный артист РБ, бывший солист ансамбля песни и танца "Байкал".
- Бабалаева М. М. — заслуженный работник культуры РБ[2].
- Дамчеев, Бато Микишкеевич (1922—1965) — участник Великой Отечественной войны 1941—1945 гг., полный кавалер ордена Славы.
- Доноев, Аюша Жапович (1933-1998) – поэт-песенник, заслуженный учитель Республики Бурятия, автор сборника стихов «Дуулахал дайдам Захаамин».
- Логинова, Долгор Лубсановна (1905 - 1964) – известная чеканщица.
- Мандаганов, Юрий Ёндонович – Народный художник Бурятии.
- Нохоров, Радна Дымпилович (1924 – 1992) – мастер-чеканщик, член Союза художников СССР.
- Нохоров Бэлигто Дашеевич – чеканщик-ювелир.
- Норбоев Бадма Николаевич – автор Тотема хонгодоров, установленного на 6-й встрече представителей рода хонгодоров в селе Санага в 2004 году, краснодеревщик.
- Самбуев, Мэлс Жамьянович (1940-1981) – бурятский поэт, член союза писателей СССР. На стихи поэта сочинены многие песни. В улусе Санага его именем названа  улица.
- Самбуев, Пурбо Самбуевич (1925-1997) – известный публицист, автор книги «Дэлхэй дээрэ Yнэн болоhон ушарнууд» («Явления и события, действительно происходившие в мире»).
- Тарбаев Дондок Ринчинович (1932-2010)  – Заслуженный артист республики Саха, основатель флейтовой школы Якутии.
- Хадаев, Викулий Шагдурович  – известный чеканщик, Заслуженный работник культуры Бурятской АССР.
- Шойдоков, Бадма Шойдокович (1921) – народный писатель Бурятии, член союза писателей России, заслуженный учитель Бурятской АССР, ветеран войны.